# Brigantine (New Jersey)
Brigantine est une ville de l'État américain du New Jersey, située dans le comté d'Atlantic.
Selon le recensement de 2010, sa population est de 9 450 habitants. La municipalité s'étend sur 10,36 milles carrés (26,83 km2), dont 3,98 milles carrés (10,31 km2) d'étendues d'eau.
La ville devient une municipalité indépendante du township de Galloway en juin 1890 sous le nom de Brigantine Beach, en référence au naufrage d'un brigantin au début du XVIIIe siècle. Elle prend le nom de Brigantine City en 1897 puis East Atlantic City en 1914. Elle adopte son nom actuel en 1924.